# Torpo
Torpo este o localitate din comuna Ål, provincia Buskerud, Norvegia, cu o suprafață de 0,79 km² și o populație de 432 locuitori (2013).